# Zygomorph

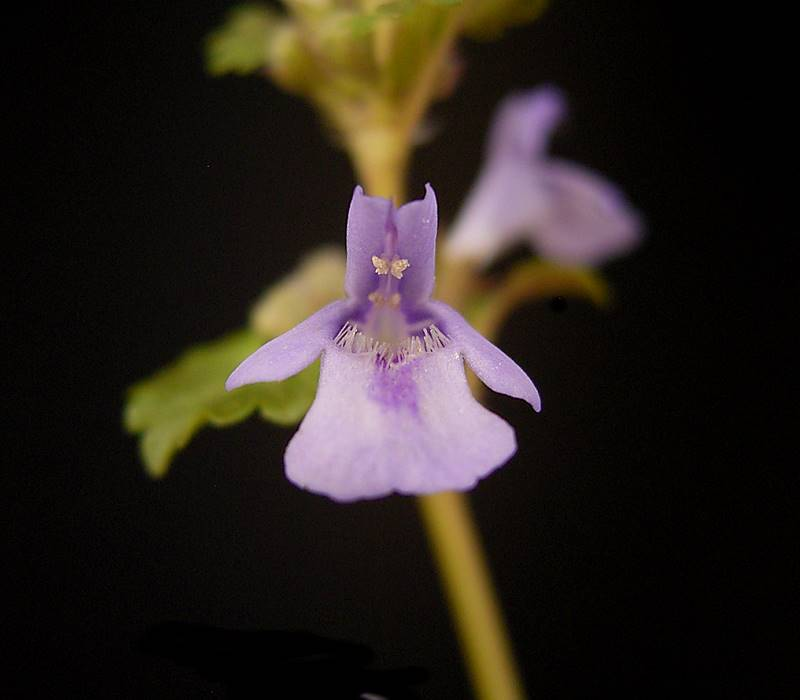
Gundermann (Glechoma hederacea), zygomorphe Blüte von vorne

Als zygomorph (von griechisch ζυγόν zygon „(Ochsen-)Joch“ und μορφή morphé „Form“) werden in der Botanik Blüten bezeichnet, die aus zwei spiegelsymmetrischen Hälften (bilaterale Symmetrie), aber unterschiedlichen Ober- und Unterseiten bestehen, also über nur eine Symmetrieebene (Monosymmetrie) verfügen. Bei Blättern wird diese Form der Symmetrie bifazial und bei Lebewesen dorsiventral genannt.
Zygomorphe Blüten treten besonders bei solchen Pflanzenfamilien auf, die an bestimmte Bestäuber angepasst sind (Eutropie), besonders bei Anpassung an Bestäubung durch Bienen (Melittophilie) und Vögel (Ornithophilie).
Der Begriff wurde von Alexander Braun um die Mitte des 19. Jahrhunderts eingeführt.
Pflanzenfamilien mit zygomorphen Blüten sind beispielsweise die Lippenblütler (Lamiaceae) und die Schmetterlingsblütler (Faboideae).
Im Blütendiagramm ist nur eine Symmetrieachse vorhanden. In Blütenformeln werden zygomorphe Blüten durch einen senkrechten Pfeil nach unten ({\displaystyle \downarrow }) gekennzeichnet.